# Honor twoją amunicją
Honor twoją amunicją – album studyjny polskiej grupy muzycznej HipoToniA WIWP. Wydawnictwo ukazało się 13 września 2013 roku nakładem wytwórni muzycznej HTA Brand Label w kooperacji ze Step Records. Produkcji nagrań podjęli się Harab, PSR, I'Scream, Gspprodukcja, MilionBeats, BRH CREW, BBEATZ, PSR, Poszwixxx, Wowo, Tytuz oraz NWS. Z kolei wśród gości znaleźli się m.in. Ero, Słoń, Kali, Żary, Bonus RPK i duet PMM.
Nagrania dotarły do 39. miejsca zestawienia OLiS.

## Lista utworów
Opracowano na podstawie materiału źródłowego.
1. „Wjazd” (produkcja: Harab)
2. „Proch i pył” (gościnnie: NON Koneksja, Heyli, produkcja: PSR)
3. „Możesz wszystko mieć” (produkcja: I'Scream, gościnnie: Aicha, Asteya)
4. „Kesz kręci światem” (produkcja: Gspprodukcja, cuty: DJ Danek)
5. „Módl się za mnie” (produkcja: I'Scream, cuty: DJ Danek)
6. „Osiedlowy hustler” (produkcja: I'Scream)
7. „Daj mi ten bit” (produkcja: MilionBeats)
8. „Kartka z kalendarza” (produkcja: BRH CREW)
9. „Głowa na karku” (produkcja: UBBEATZ, cuty: DJ Feel-X)
10. „Złoty środek” (gościnnie: PMM, produkcja: PSR)
11. „Wolnym być” (produkcja: MilionBeats)
12. „Blask” (gościnnie: Black Diamond, produkcja: PSR)
13. „Lepiej nie obiecuj” (gościnnie: Songo, Hipis, produkcja: Poszwixxx)
14. „Też byś tak chciał” (gościnnie: RPK, produkcja: Wowo)
15. „Ten świat należy do nas” (gościnnie: Ero, Słoń, produkcja: PSR, cuty: DJ Danek, DJ Soina)
16. „Szacunek” (gościnnie: Żary, Kali, produkcja: Tytuz)
17. „Kryminalne środowisko” (gościnnie: SNDK, produkcja: I'Scream)
18. „Nadzieja” (produkcja: MillionBeats)
19. „Outro” (produkcja: NWS)